# Afrofittonia
- Commons
- Wikispecies

Afrofittonia Lindau, segundo o Sistema APG II, é um gênero botânico da família Acanthaceae.

## Sinonímia
- Talbotia S.Moore

## Espécies
O gênero apresenta uma única espécie que é nativa da África:
- Afrofittonia silvestris

## Classificação do gênero
| Sistema | Classificação                       | Referência            |
| ------- | ----------------------------------- | --------------------- |
| APG II  | Ordem Lamiales, família Acanthaceae | APweb, versão 9, 2008 |